# عربی یهودی-مصری
عربی یهودی-مصری یک گویش عربی است که توسط یهودیان مصر صحبت می‌شود. این گویش به گویش مردم اسکندریه نزدیک است. به عنوان مثال، در عربی قاهره‌ای «می‌نویسم» بکتب است و «می‌خورم» بکل است. این واژگان در عربی یهودی-مصری، همانند عربی اسکندریه، نکتبوا و نشربوا هستند، شبیه اول شخص ولی به صورت جمع.

## یادداشت
1. ↑  Blau, Joshua, The Emergence and Linguistic Background of Judaeo-Arabic: OUP, last edition 1999